# Vladek Sheybal
Vladek Sheybal (původním jménem Władysław Rudolf Zbigniew Sheybal, 12. března 1923, Zgierz – 16. října 1992, Londýn) byl původem polský charakterní herec, hudebník a divadelní i televizní režisér. Přes svou bohatou kariéru se proslavil především jako šachový mistr Kronsteen v bondovce Srdečné pozdravy z Ruska a jako doktor Doug Jackson v britském sci-fi seriálu UFO.

## Život
Sheybal se narodil v polském městě Zgierz (nedaleko Krakova) 12. března 1923 jako syn Stanislawa-Jozefa Sheybala, univerzitního profesora, a jeho ženy Bronislawy. V šestnácti letech byl zajat a umístěn jako člen polského odboje do koncentračního tábora, odkud se dvakrát pokusil uprchnout. V roce 1957 mu byla nabídnuta stáž ve Francii a Spojeném království. Stáž měla trvat pouhé dva týdny, Sheybal se však rozhodl zůstat a emigrovat, zejména s ohledem na jeho odpor ke komunistické straně. Po několika měsících v Paříži přesídlil do Londýna, kde vykonával podřadné práce, následně se rozhodl přesídlit do Oxfordu. Zde jej v jednom baru rozpoznali studenti literatury a dramatu z Oxfordské univerzity, kteří jej den předtím viděli ve filmu Kanál v místním kině. Na jejich popud začal studovat drama a snažil se o kariéru herce a režiséra. V letech 1950–1957 žil s polskou herečkou Irenou Eichlerównou, později v Anglii se setkával jak se ženami, tak s muži, nicméně dlouhodobý vztah nenavázal.

## Tvorba
I přes jisté herecké úspěchy v rodném Polsku (na které nikdy nezanevřel), se Sheybal vždy snažil prosadit na západě. Jeho první herecká role byl šachový mistr a tajný agent Koysteen v bondovce Srdečné pozdravy z Ruska (From Russia with Love). Poté následovaly další role v dramatických televizních pořadech. Zahrál si v několika filmech režiséra Kena Russella: Mozek za miliardu dolarů (1967), Zamilované ženy (1969) a The Boy Friend (1971), objevil se však téměř v šedesáti rolích, například Casino Royale (1967), Doppelgänger (1969), Poslední údolí (1971) nebo Gulliverovy cesty (1977) a Rudý úsvit (1984). Poslední filmovou rolí byl snímek Dvojitý kříž (1992). Mezi jeho významné role patřily také seriály, jako The Saint (1962–1969), UFO (1970–1971) či Supernatural. Sheybal byl ale také uznávaným divadelním režisérem, zejména pro BBC a ITV, kde realizoval letech 1961–62 několik dramat v pořadu Play of the Week.

## Citát
| „                | Jak hraji zločince? Stačí zamhouřit oči, zastřít hlas a dělat dlouhé pomlky. | “ |
| — Vladek Sheybal |                                                                              |   |

## Filmografie

### Herec
- 1957: Kanál (r. Andrzej Wajda)
- 1957: Trzy kobiety
- 1963: Srdečné pozdravy z Ruska
- 1965: Return from the Ashes
- 1967: Casino Royale
- 1967: Mozek za miliardu dolarů (r. Ken Russell)
- 1969: Doppelgänger
- 1969: Zamilované ženy (r. Ken Russell)
- 1971: Poslední údolí
- 1971: The Boy Friend (r. Ken Russell)
- 1977: Gulliverovy cesty
- 1980: Zajatec japonských ostrovů / Shogun (film / minisérie)
- 1984: Rudý úsvit
- 1992: Dvojitý kříž